# The Patty Duke Show

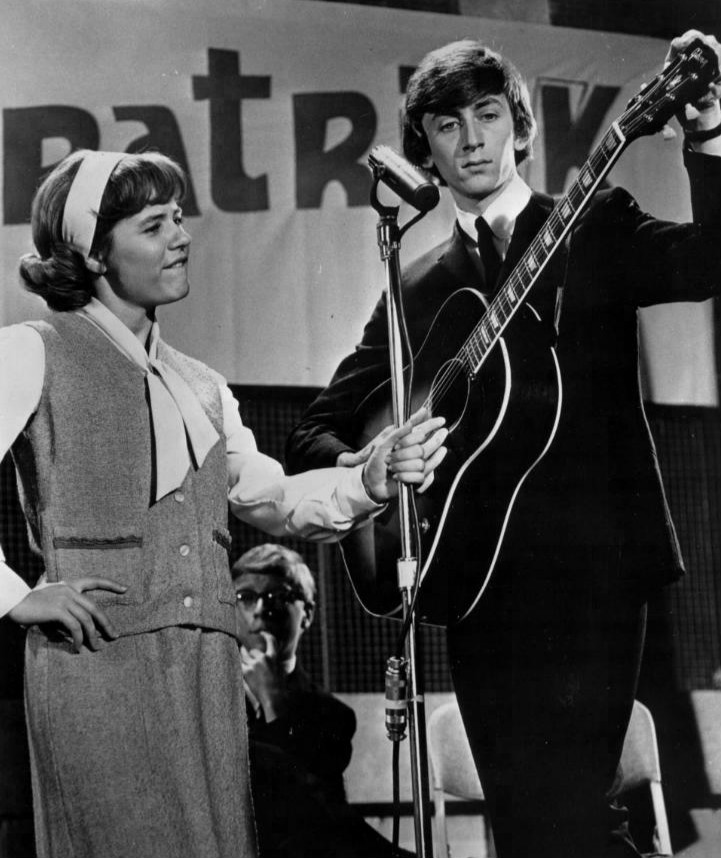
Patty Duke e Jeremy Clyde.

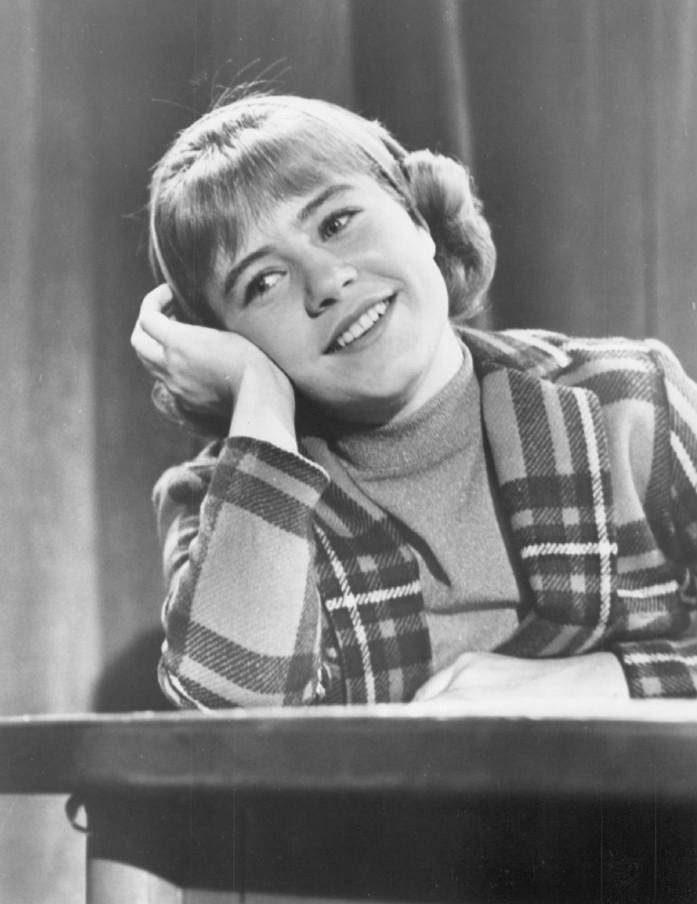
Patty Duke.

The Patty Duke Show è una serie televisiva statunitense in 104 episodi (più un episodio pilota inedito) trasmessi per la prima volta nel corso di 3 stagioni dal 1963 al 1966.
È una sitcom incentrata sulle vicende di Cathy e Patty Lane, due teenager di New York e cugine fisicamente quasi identiche interpretate da Patty Duke.

## Trama
Patty Lane è una normale adolescente che vive nel quartiere di Brooklyn Heights a New York. Suo padre è il caporedattore del New York Daily Chronicle. Nell'episodio pilota inedito, la sua cugina Cathy Lane (anch'ella interpretata dalla Duke), il cui padre lavora anch'egli per il Chronicle come corrispondente estero, arriva negli Stati Uniti dalla Scozia e va a vivere con la famiglia di Patty e a frequentare la sua scuola. Cathy è più mondana e pudica di Patty. La notevole somiglianza fisica viene spiegata col fatto che i loro padri sono due gemelli.
La Duke interpretò anche un terzo ruolo da sosia nell'episodio della seconda stagioneThe Perfect Hostess, in cui Patty e Cathy si trovano faccia a faccia con un doppelgänger quando la lontana cugina Betsy fa loro visita da Chattanooga, Tennessee.

## Personaggi e interpreti

### Personaggi principali
- Cathy e Patty Lane (105 episodi, 1963-1966), interpretate da Patty Duke.
- Natalie Lane (105 episodi, 1963-1966), interpretata da Jean Byron.
- Martin Lane (104 episodi, 1963-1966), interpretato da William Schallert.
- Ross Lane (103 episodi, 1963-1966), interpretato da Paul O'Keefe.
- Richard Harrison (88 episodi, 1963-1966), interpretato da Eddie Applegate.

### Personaggi secondari
- Maggie (13 episodi, 1964-1965), interpretata da Alberta Grant.
- Sue Ellen (13 episodi, 1964-1965), interpretata da Kitty Sullivan.
- Sammy (9 episodi, 1964-1965), interpretato da Sammy Smith.
- Alfred (9 episodi, 1963-1965), interpretato da Jeff Siggins.
- George (8 episodi, 1963-1965), interpretato da John C. Attle.
- Bill (8 episodi, 1963-1965), interpretato da Timothy Neufeld.
- Ted (6 episodi, 1963-1965), interpretato da Skip Hinnant.
- Roz (6 episodi, 1965-1966), interpretato da Robyn Millan.
- George (6 episodi, 1964-1965), interpretato da Harry Packwood.
- J.R. Castle (5 episodi, 1963-1964), interpretato da John McGiver.
- Alice (5 episodi, 1964-1965), interpretata da Alice Rawlings.
- Alice (5 episodi, 1963-1964), interpretata da Joanne Mariano.
- Susan (5 episodi, 1963-1964), interpretata da Joyce Richardson.
- Mrs. Marlow (4 episodi, 1965-1966), interpretata da Natalie Masters.
- Alice (4 episodi, 1963), interpretata da Kim Haley.
- Mary (4 episodi, 1963), interpretata da Pamela Toll.
- Gloria (4 episodi, 1965), interpretata da Kelly Wood.
- Freddy (4 episodi, 1965), interpretato da Hank Jones.
- Walter (4 episodi, 1964-1965), interpretato da Edmund Gaynes.
- Mr. Harrison (3 episodi, 1964-1965), interpretato da David Doyle.
- Chuck (3 episodi, 1965-1966), interpretato da Stuffy Singer.
- Bob (3 episodi, 1965-1966), interpretato da Ronnie Schell.
- Smathers (3 episodi, 1963-1965), interpretato da Ralph Bell.
- Craig (3 episodi, 1963-1964), interpretato da Joey Trent.
- Monica (3 episodi, 1966), interpretata da Kathy Garver.
- Adeline (3 episodi, 1964-1965), interpretata da Marcia Strassman.
- Eileen (3 episodi, 1965-1966), interpretata da Ann Alford.
- Segretaria (3 episodi, 1963-1964), interpretata da Adeline Leonard Seakwood.
- Bruce (3 episodi, 1963-1964), interpretato da Billy McNally.
- Alan Miller (3 episodi, 1963-1964), interpretato da Joel Crager.

## Produzione
La serie, ideata da William Asher e Sidney Sheldon, fu prodotta da Chrislaw Productions, Cottage Industries e United Artists Television e girata negli studios della Metro-Goldwyn-Mayer a Culver City in California e a New York. Le musiche furono composte da Sid Ramin e Harry Geller.
Per far apparire la Duke due volte nella stessa schermata la produzione utilizzò diversi effetti speciali (all'avanguardia per il periodo) cosa abbastanza rara per una sitcom di stampo classico. In tutti gli episodi, la Duke appare spesso nel ruolo di entrambi i personaggi negli stessi fotogrammi attraverso l'uso di un effetto split-screen. A complemento di questi effetti, l'attrice Rita McLaughlin fu utilizzata come doppia della Duke (quasi sempre vista solo da dietro). Al fine di differenziare i due personaggi agli occhi del pubblico televisivo, il personaggio di Patty ha un'acconciatura di capelli diversa da quella di Cathy.
Anche se la serie era ancora molto popolare durante la sua ultima stagione e ottenne elevati nella classifica degli ascolti, la ABC decise di non rinnovarla per la stagione 1966-1967 sulla base del fatto che girarla a colori sarebbe stato proibitivo (a quel tempo tutte e tre le reti del panorama televisivo statunitense stavano effettuando lo spostamento di tutti i palinsesti della prima serata verso le trasmissioni a colori). Duke scrisse nel suo libro di memorie Call Me Anna che la United Artists rifiutò la richiesta della ABC per il passaggio al colore.

### Registi
Tra i registi sono accreditati:
- Stanley Prager in 30 episodi (1963-1964)
- Gary Nelson in 14 episodi (1965-1966)
- Bruce Bilson in 11 episodi (1965-1966)
- William Asher in 9 episodi (1963-1964)
- Claudio Guzmán in 9 episodi (1964-1965)
- Don Weis in 9 episodi (1964-1965)
- Richard Kinon in 7 episodi (1965-1966)
- James Sheldon in 3 episodi (1965)
- Harry Falk in 3 episodi (1966)
- David Butler in 2 episodi (1964-1965)
- Rod Amateau in 2 episodi (1964)
- Alan Rafkin in 2 episodi (1964)
- Howard Morris in 2 episodi (1965)

### Sceneggiatori
Tra gli sceneggiatori sono accreditati:
- William Asher in 105 episodi (1963-1966)
- Sidney Sheldon in 105 episodi (1963-1966)
- Arnold Horwitt in 16 episodi (1964-1966)
- Ed Jurist in 8 episodi (1965-1966)
- Sam Locke in 4 episodi (1965-1966)
- Joel Rapp in 3 episodi (1965-1966)
- William Raynor in 2 episodi (1965-1966)
- Myles Wilder in 2 episodi (1965-1966)
- Bill Freedman in 2 episodi (1965)
- Ben Gershman in 2 episodi (1965)
- Sidney Morse in 2 episodi (1965)

## Distribuzione
La serie fu trasmessa negli Stati Uniti dal 18 settembre 1963 al 31 agosto 1966 sulla rete televisiva ABC. È stata distribuita anche in Venezuela con il titolo El show de Patty Duke e in Finlandia con il titolo Serkukset.

## The Patty Duke Show: Still Rockin' In Brooklyn Heights
Nel 1999, la CBS mandò in onda il film per la televisione The Patty Duke Show: Still Rockin' In Brooklyn Heights, che riuniva il cast originale, tra cui Duke, Byron, O'Keefe, Schallert e Applegate. Nel film, Patty e Richard si erano sposati dopo il liceo, avevano avuto un figlio, e avevano anche divorziato con una separazione consensuale. Cathy è una vedova, vive in Scozia e ha un figlio adolescente. La maggior parte della trama ruota intorno alla vecchia rivale di Patty, Sue Ellen, e ai suoi piani di acquistare la Brooklyn Heights High School (dove Patty lavora come insegnante di recitazione) per raderla al suolo e sostituirla con un centro commerciale, opzione alla quale si oppongono non solo Patty ma anche il resto della famiglia Lane.

## Episodi
| Stagione         | Episodi | Prima TV USA |
| ---------------- | ------- | ------------ |
| Prima stagione   | 36      | 1963-1964    |
| Seconda stagione | 36      | 1964-1965    |
| Terza stagione   | 32      | 1965-1966    |